# Vod smrti
Vod smrti (eng. Platoon) je ratna drama Olivera Stonea iz 1986. s Charliejem Sheenom, Tomom Berengerom i Willemom Dafoeom u glavnim ulogama. Priča se temelji na Stoneovim ratnim iskustvima iz Vijetnamskog rata. Film je osvojio 4 Oscara (uključujući i onog za najbolji film).

## Radnja
Mladi američki vojnik, Chris Taylor (Charlie Sheen), stiže u Južni Vijetnam s još nekoliko rezervista te je dodijeljen 25. pješačkoj diviziji (koja postiže uspješne rezultate u Vijetnamu). Kako novaci silaze iz aviona po dolasku u Vijetnam, veterani ih počinju ismijavati. Zajedno s vojnikom Gardnerom, Taylor se pridružuje iskusnom vodu koji je pretrpio gubitke u nedavnim operacijama. Njegov entuzijazam ubrzo iščezava dok obavlja bezbrojne ophodnje, a kao novak, zadužen je za kopanje rovova i druge naporne zadatke.
Prve noći, njegova ophodnja upada u zasjedu sjevernovijetnamske postrojbe. Vojnik koji je trebao držati stražu (Junior) je zaspao. Gardner umire nakon što je stajao za vrijeme vatrenog obračuna, a Texa diže u zrak granata koju je bacio narednik Red O'Neil (John C. McGinley). Tayloru je okrznut vrat.
Kako se Chris oporavlja od svoje rane - obred tijekom kojeg se sve više upoznaje s ostalima iz postrojbe - otkriva kako je odustao od fakulteta kako bi se dobrovoljno prijavio za službu u Vijetnamu (sami Stone je dvaput odustao od Yalea). Izjavljuje kako je osjećao da fakultet ne vodi nikamo da je nepošteno da mladići iz niže klase moraju podnositi pakao Vijetnama, dok bogatiji dečki izbjegavaju novačenje. Njegovi novi prijatelji upoznaju ga s "Podzemljem", bunkerom pretvorenim u pseudo-noćni klub gdje se puši marihuana i opijum, pije pivo i pleše s ostalima na soul glazbu.
Nakon povratka na teren, Chris iskušava još više borbe, a tijekom jedne ophodnje, bunker je otkriven. Tijekom istraživanja logorske vatre koju je ostavio neprijatelj, dvojica vojnika, Sanderson i Sal, nalijeću na skriveni eksploziv koji ih smrtno ranjava. Nakon što su napustili kompleks bunkera, vojnici nalijeću na drugog člana njihove divizije, Mannyja, koji je bio odveden od svoje postrojbe i osakaćen.
Stigavši u obližnje selo nekoliko kilometara sjeverno od bunkera s uvjerenjem da je neprijatelj opažen tu, vod otkriva hranu i zalihe oružja. Seljaci tvrde kako im Vijetkongovci nisu dali izbora te su ga morali čuvati. Postrojbe, umorne i ljute zbog smrti nekih od njihovih drugova, iskaljuju frustraciju na seljacima, ubivši i zlostavljajući nekoliko civila. Narednik Barnes ubija ženu dok ispituje njezina muža. Vod spaljuje selo i odlazi, uz posljednju scenu grupnog silovanja tinejdžerice (što zaustavlja Chris).
Narednik Elias (Willem Dafoe), nakon što je svjedočio ilegalnim radnjama narednika Barnesa (Tom Berenger) i poručnika Wolfea (Mark Moses), napada Barnesa te prijavljuje dvojicu muškaraca u izvještaju koji bi trebao doći do njihova zapovjednika (kojeg je glumio Dale Dye, vijetnamski veteran i tehnički savjetnik na filmu). Chris, koji se isprva divio Barnesu, sada saznaje kako Barnesovi ljudi namjeravaju ubiti Eliasa kako ne bi svjedočio o ilegalnim ubijanjima.
Vod ponovno upada u zasjedu. Poručnik Wolfe ne uspijeva preuzeti zapovjedništvo nakon što je vod pretrpio gubitke, te poziva topništvo da pucaju na svoje ljude. Narednik Elias, preduhitrivši neprijateljski napad s boka, sugerira zasjedu protiv neprijatelja kako bi se osujetio njihov napad. Iako je Wolfe skeptičan, Barnes se složi s planom. Elias i još trojica, uključujući Taylora, obilaze obračun kako bi napali neprijatelje s boka. Kako je bitka bezizgledna, Barnes naređuje povlačenje, što ostavlja Eliasa i trojicu vojnika bez potpore.
Dok se ostatak voda povlači na čistinu kako bi ih helikopter izvukao iz borbene zone, Barnes se vraća, navodno kako bi izvukao Eliasa i trojicu muškaraca. Međutim, umjesto vraćanja Eliasa, Barnes ga dočekuje u zasjedi i pogađa ga.
Barnes se nakon toga vraća do voda. Kad ga Taylor upita gdje je Elias, Barnes mu kaže da je mrtav. Međutim, tijekom polijetanja helikopterom, cijeli vod ugleda Eliasa živog, teško ranjenog kako bježi pred Vijetkongovcima. Umire nasred polja nakon što su ga pogodili nekoliko puta.
Taylor sada sumnja kako je Barnes odgovoran za Eliasovu smrt i počinje razgovarati s kolegama o ubijanju Barnesa radi osvete. Na kraju se Taylor i Barnes sukobljavaju u bunkeru.
Satnija je ponovno poslana na bojište kako bi izgradila obrambene pozicije kako bi namamili Vijetkongovce. Otkriveno je kako cijela sjevernovijetnamska pješadijska jedinica kreće južno od Staze Ho Ši Mina. Posljednja bitka završava uništenjem cijelog voda, uključujući poručnika Wolfea, zbog velikih sjevernovijetnamskih napada i američkog napada napalmom. Tijekom bitke, pomahnitali Barnes umalo ubija Chrisa.
Chris se budi u zoru, ranjen i okružen truplima. Uzima kalašnjikov od mrtvog Vijetkongovca i počinje besciljno lutati okolo. Chris prolazi pokraj ranjenog, ali potencijalno opasnog Vijetkongovca te ga ignorira, što sugerira da je odlučan u osveti Barnesu. Konačno pronalazi ranjenog Barnesa.
Barnes zatraži da Chris zovne liječnika, ali se Chris ne obazire te drži pušku okrenutu prema Barnesu. Barnes mu podrugljivo dobaci "učini to". Chris upuca Barnesa tri puta u prsa. Pada na zemlju i čeka liječnika. Stiže pješadijska jedinica u potrazi za preživjelima. Jedan od nekoliko preživjelih iz voda je Francis, koji izlazi iz bunkera te je tobože užasnut što je preživio bitku. Uzima nož i ubada sebe u bedro.
Ranjeni Chris helikopterom odlazi s Francisom s bojišta. Glas na kraju filma kaže kako Chris Taylor odlazi u Sjedinjene Države, duboko pogođen i promijenjene osobnosti. On kaže kako oni koji su preživjeli imaju obvezu prema onima koji su poginuli i shvaća kako je njegov život produkt dvojice očeva, Barnesa i Eliasa.

## Likovi
Film govori o pješadijskom vodu od 30 vojnika uključujući njihova zapovjednika (poručnik Wolfe). Organizirani su u tri postrojbe koje predvode narednik Elias, narednik O'Neil i narednik Warren.
- Chris Taylor (Charlie Sheen) je 20-godišnji novak i protagonist filma čije se misli nekad čuju u obliku glasa pripovjedača. Dolazi iz tradicionalne i imućne američke obitelji. Njegov djed borio se u Prvom, a otac u Drugom svjetskom ratu. Chris je živio mirnim životom u predgrađu, ali nakon nekog vremena na fakultetu je osjetio kako je nepravedno da on pohađa studij dok oni koji si to nisu mogli priuštiti, moraju proživljavati pakao Vijetnamskog rata. Osjetivši kako nije naučio ništa važno, odustaje od fakulteta i dobrovoljno se prijavljuje u vojsku. Tijekom filma, čujemo Taylorov glas kako piše pisma baki, za koju se ispostavlja da se jedina u obitelji slaže s njegovom odlukom da napusti studij i ode u rat. Postaje i član "Podzemlja" nakon što se sprijateljio s Kingom. Naoružan je s puškom Colt M16A1. Na Taylorovu šljemu piše: "Kad umrem, pokopajte me licem prema dolje tako da mi svijet može poljubiti guzicu."
- Narednik Robert Barnes (Tom Berenger) je okorjeli, okrutni i odlučni vođa voda koji vjeruje u ono što radi te brine o svojim ljudima, ali ne mari puno do ratnih konvencija i autoriteta nadređenih. Otkriva se da je preživio sedmerostruko ranjavanje. Neumjereno pije alkohol, ali ne puši marihuanu ni hašiš jer vjeruje kako služe za bijeg od stvarnosti. Nosi pušku Colt Model 635P i pištolj Colt M1911A1. Na kraju filma ga ubija Taylor.
- Narednik Elias K. Grodin (Willem Dafoe) je suosjećajniji narednik i vođa postrojbe koji predvodi svoje ljude primjerom, ali nakon dugotrajne službe u Vijetnamu mu je popustio entuzijazam. Najviše ga poštuju u "Podzemlju", ali ga Barnesova klika smatra "idealistom" i "križarom". Tijekom filma, Barnes ga hladnokrvno ubija iz zasjede nakon što mu je ovaj zaprijetio kako će ga prijaviti zbog ratnih zločina. Njegov lik ima mnogo sličnosti s Isusom: Barnes ga naziva "hodačem po vodi", ima pozitivan stav tijekom užasnog rata, a njegov položaj kad je ubijen, podsjeća na raspeće. Naoružan je puškom Colt Model 635P i pištoljem Colt M1911A1.
- Big Harold (Forest Whitaker) je krupni, dobroćudni vojnik koji najviše vremena provodi u "Podzemlju". Nakon što Taylora ranjavaju tijekom noćne ophodnje, Big Harold razgovara s njim kako bi mu odvratio misli s rana. Gubi nogu u vijetkongovskoj zamci dok je tražio zaklon tijekom topničke vatre koju je pozvao poručnik Wolfe. Može ga se vidjeti kako ga ukrcavaju na helikopter dok je još pri svijesti.
- Rhah Vermucci (Francesco Quinn) je kralj "šefova" podzemlja i Eliasov prijatelj, ali poštuje i Barnesa. Shvaća da Taylorov pokušaj ubojstva Barnesa može nauditi i njemu. Nakon Eliasove smrti preuzima zapovjedništvo nad postrojbom, a pokušava što bolje odigrati ulogu 'velikog brata' kad govori Tayloru i Francisu kako da zadrže svoje pozicije tijekom posljednje bitke. On je zadnji koga Taylor vidi na kraju filma. Talentiran je tesar te puši opijum. Ima tetovažu na desnom ramenu. Tokom cijelog filma ga se može vidjeti kako nosi dugački štap od drveta s bodljikavom žicom na jednom kraju. Koristi ga kao štap za hodanje.
- Narednik "Red" O'Neil (John C. McGinley) je vođa postrojbe koji prepoznaje u Barnesu stvarnu moć u vodu te mu je vrlo odan jer ga vidi kao način da ostane živ. Toliko je iscrpljen ratom da ga nije sram zatražiti odmor prije borbenih dužnosti malo prije bitke. Preživljava posljednju bitku neozlijeđen, skriven ispod leša nakon što su Vijetkongovci stigli na to područje. Nakon toga ga kapetan Harris promiče u zapovjednika voda (poručnik Wolfe i narednik Barnes su poginuli u borbi). Red nije sretan zbog toga.
- Bunny (Kevin Dillon) je brzopleti, nagli i nestabilni devetnaestogodišnjak koji se divi Barnesu te ne podnosi Vijetnamce, ni saveznike ni neprijatelje. Obožavatelj je automobilske utrke Indy 500 i Daniela Boonea, što je razlog što nosi rakunov rep na stražnjoj strani šljema. Potencijalni je ubojica. Može ga se vidjeti sa sačmaricom Remington 870 Wingmaster. Tijekom napada na selo, pogađa svinju te koristi pušku kako bi opalio jednonogog farmera u lubanju. U posljednjoj bitci, dok tvrdi da je Audie Murphy, Bunny upuca dvojicu Vijetkongovaca, ali ga omete Juniorov uzmak. Sjevernovijetnamac ga obara na zemlju, stavlja mu svoj kalašnjikov u usta i raznosi mu mozak.
- Junior Martin (Reggie Johnson) je crni radikal koji vjeruje da su svi bijelci odgovorni za sve probleme crnaca. Toliko prezire rat da čini sve da izbjegne bitku, na primjer pijući kontaminiranu vodu iz rijeke u nadi da će dobiti malariju. Zaspe na straži, za što okrivljuje Taylora. Nije član "podzemlja", ali ni Barnesova užeg kruga. Ne voli drogu, kaže kako je to još jedan način od mnogih drugih koje bijelci koriste protiv crnaca. Međutim, sprijateljuje se s Bunnyjem, ali opet se pokušava udaljiti od njega nakon što shvaća kako je on psihopat. U posljednjoj bitci počinje bježati, ali ga nekoliko puta u trbuh bajunetom ubada Vijetkongovac.
- King (Keith David) je neobrazovani, ali inteligentni i iskusni vojnik koji se sprijateljuje s Taylorom. Nakon dvanaestomjesečnog boravka, King odlazi prije posljednje bitke i dobacuje vodu, "Zbogom, govnari!"
- Narednik Warren (Tony Todd) je vođa postrojbe i ovisnik o morfiju. Ranjen je tijekom bitke kod crkve. Čini se da mu je glavna briga predati Barnesu vodstvo jer vjeruje kako on drži ključ njegova preživljavanja, čak iako to podrazumijeva ubijanje nevinih. Vjerojatno mu je droga zamračila prosudbu. Scena u kojoj se on fiksa morfijem je izbačena iz filma, ali se pojavljuje u posljednjoj verziji scenarija.
- Poručnik Wolfe (Mark Moses) je diplomac sa sveučilišta u Ohiju koji ostvaruje slabu vezu sa svojim ljudima. Ne ide mu davanje i primanje zapovijedi, ne zna čitati kartu (što rezultira katastrofalnom topničkom vatrom s američke strane), ne radi ništa da disciplinira svoje ljude, prepušta Barnesu kontrolu nad vodom, a na kraju filma uzvikuje "Više mi jednostavno nije stalo." U posljednjoj bitci u vrlo mračnoj sceni prisiljen je izdržati i boriti se, ali na njegovu žalost, osljepljuje ga eksplozija granate, a onda ga pogađaju u prsa. Naoružan je puškom Colt Model 635P, a nosi i pištolj Colt M1911A1, ali ga se ne može vidjeti kako ga koristi. Američka vojska kod obuke je koristila lik poručnika Wolfea kao primjer kako se ne ponašati u ulozi vođe pješadije.
- Gator Lerner (Johnny Depp) je mladi i dobroćudni vojnik i prijatelj Chrisa. Specijalist je za jezike i član podzemlja. Ispitivao je farmere o čuvanju oružja i prestravljen je kada je vidio kako Barnes ubija civila. U bitci kod crkve je pogođen i ranjen, ali ga Chris spašava. U kritičnome stanju je odvezen helikopterom tijekom povlačenja.

## Produkcija
Vod smrti snimao se na otoku Luzonu na Filipinima između ožujka i svibnja 1986. Produkcija filma je umalo otkazana zbog političkih nemira u toj zemlji.
Redatelj Oliver Stone se pojavljuje u cameo ulozi kao zapovjednik bataljuna u posljednjoj bitci. On biva ubijen nakon što su Vijetkongovci digli u zrak zapovjedni bunker.

## Kritike
Kritičari su hvalili, ali i kritizirali Vod smrti zbog prikaza nasilja koje se viđa u ratu i moralne dvosmislenosti koju je stvorila stvarnost gerilskog rata.
Film prikazuje neke američke vojnike kao nasilne i okrutne ubojice. Kako su bijesni gledajući svoje mrtve prijatelje i one koji upadaju u zamke, iskaljuju ga na seljacima koje su našli kako skrivaju oružje, ubijajući ih i mučeći, nakon čega pale njihovo selo. Film je bio zabranjen u Vijetnamu zbog negativnih scena, etničke nekorektnosti i ljubaznog prikaza Vijetnamaca.
Film prikazuje mnogo kontroverznih aspekata rata u Vijetnamu, kao što je zloupotreba droga, na što novake prisiljavaju stariji i iskusniji vojnici, namjerno ubijanje nepopularnih časnika od strane vojnika i ostalo.

### Nagrade i nominacije
- Dobitnik Oscara za najbolji film, najboljeg redatelja, montažu i zvuk.
- Nominiran za najboljeg sporednog glumca (Tom Berenger i Willem Dafoe), najbolju fotografiju i originalni scenarij.

## Vanjske poveznice
- Vod smrti u internetskoj bazi filmova IMDb-a
- Službena stranica  Arhivirana inačica izvorne stranice od 6. lipnja 2007. (Wayback Machine)
- skyjude — film legends  Arhivirana inačica izvorne stranice od 8. rujna 2007. (Wayback Machine)